# Thomas Düllo
Thomas Düllo (* 7. März 1954 in Münster) ist ein deutscher Kulturwissenschaftler. Er ist seit 2009 Professor für Verbale Kommunikation und Texttheorie an der Universität der Künste Berlin (UdK) mit dem Schwerpunkt Kommunikationskulturwissenschaft.

## Werdegang
Düllo studierte Germanistik, Philosophie, Erziehungswissenschaft und Kunstgeschichte. Erst war er im Lehramt, dann arbeitete er als Journalist. Düllo begann als Literaturwissenschaftler, konvertierte dann zum Kulturwissenschaftler. Seine Promotion erfolgte über die Kontingenzsemantik in Texten von Joseph Roth, die Habilitation über „Kultur als Transformation“. Lehr- und Forschungsstationen waren Münster (Studiengangsleitung: Angewandte Kulturwissenschaften), Magdeburg (Studiengangsleitung: Cultural Engineering). Er ist seit April 2009 Hochschullehrer an der Universität der Künste Berlin (UdK) – am Institut für Theorie und Praxis der Kommunikation und im Studiengang Gesellschafts- und Wirtschaftskommunikation. Dort leitet er zusammen mit Franz Liebl seit 2012 die Arbeits- und Forschungsstelle ‚Kulturelle Innovation und Strategische Kultivierung‘. Weitere Funktionen an der UdK hatte er 2010 bis 2013 im Leitungsteam der Graduiertenschule. Er ist seit 2013 Geschäftsführender Direktor des Studium Generale, Diversität im Dialog‘; und seit 2015 Dekan der Fakultät Gestaltung.

## Forschungsgebiete
Düllo vertritt die Position einer Kommunikationskulturwissenschaft. Düllos akademischer Werdegang ist gekennzeichnet durch die Konzeption und Verantwortung für Studiengänge, Lehrformate, Forschungen und Publikationen, die hybrid angelegt sind. Hybrid in der Kooperation mit anderen Fachgebieten wie beispielsweise mit Logistik, Wissensmanagement, Architektur oder Strategischem Management. Hybrid aber auch in der Nutzung nicht-kanonischer Erkenntnisquellen zur Beschreibung und Erforschung von Wandel, von Innovationen, von soziokulturellen Resonanzräumen. So befragt Düllo nicht nur die Fachdiskurse, sondern Musikclips, Comics, Filme, Werbung, literarische Narrationen unterschiedlicher Formate danach, was Erkenntnisse liefert. Es geht in Anlehnung an den New Historicism eines Stephan Greenblatt um Verhandlungen mit Kontexten – in gegenwärtigen und im historischen Perspektivierungen. Düllo bezeichnet dieses Konzept „Writing Culture als Doing Culture“.
Die Forschungsgebiete, auf denen sich Düllo mit dieser Konzeption bewegt, sind Text, Kontext & Narration; Praxiszugänge und Praxistheorie; Materialität der Kommunikation; das Wissen der Literatur; kulturwissenschaftliche Konsumforschung; Lesarten des städtischen Raums & der Popular Culture; Transformationsforschung; Kulturelle Innovation und Strategische Kultivierung.

## Mitgliedschaften
- Seit 1996 im Vorstand der Gesellschaft für Kulturwissenschaft (GfK)[4]
- Seit 2009 Mitglied der Gesellschaft für Medienwissenschaft[5]

## Schriften (Auswahl)

### Monographien und Herausgeberschaften
- Mit F. Liebl: Strategie als Kultivierung. Grundlagen – Methoden – Prozesse. Berlin, 2015 (ISBN 3-8325-3977-8).
- Abwegen und Abschweifen. Versuch über die narrative Drift. International Flusser Lectures. Köln, 2015 (ISBN 978-3-86335-685-9).
- Zusammen mit U. Breitenborn und S. Birke (Hg.): Gravitationsfeld Pop. Was kann Pop? Was will Popkulturwirtschaft? Konstellationen in Berlin und anderswo. Bielefeld, 2014 (ISBN 3-8376-2451-X).
- Mit K. Haensch; D. Kuka; E. Dellasega (Hg.): Texturen. Nr. 1 – Wohnen; Nr. 2 – Spielen; Nr. 3 – Essen. Berlin, 2013 ff (ISBN 978-3-89462-237-4).
- Kultur als Transformation. Eine Kulturwissenschaft des Performativen und des Crossover. Bielefeld, 2011 (zugleich Habilitationsschrift Magdeburg: 2008) (ISBN 3-8376-1279-1).
- Mit F. Liebl (Hg): Cultural Hacking. Kunst des Strategischen Handelns. Wien, New York, 2005 (ISBN 3-211-23278-8).
- Mit J. Carstensen und C. Richartz-Sasse (Hg.): ZimmerWelten. Wie junge Menschen heute wohnen. Essen, 2000 (ISBN 3-88474-881-5).
- Mit A. Meteling, A. Suhr, C. Winter (Hg.): Kursbuch Kulturwissenschaften. Münster, 2000 (ISBN 3-8258-4937-6).
- Zufall und Melancholie. Untersuchungen zur Kontingenzsemantik in Texten von Joseph Roth. Münster, 1994 (ISBN 3-89473-819-7).

### Aufsätze
- Als-ob im Modus von What if? Der Denkraum des Wahrscheinlich-Unwahrscheinlichen in Science-Fiction und anderswo. In: Ästhetik und Kommunikation, Heft 162/163,  44. Jg., Thema: Als-ob, Winter 2013/2014, S. 30–41.
- Der urbane Wunderblock. Überschreiben als Aneignen im städtischen Raum. In: Paul Eisewicht, Tilo Grenz & Michaela Pfadenhauer (Hg.): Techniken der Zugehörigkeit. Karlsruhe 2012, S. 95–117 (ISBN 978-3-86644-887-2).
- Joseph Roths Reportagen zwischen Denkbild und ‚writing culture’. In: Thomas Eicher (Hg.): Joseph Roth und die Reportage. Heidelberg 2010, S. 25–48 (ISBN 3-86809-035-5).
- Was gegenwärtige studentische ZimmerWelten so ähnlich und doch so anziehend macht. In: Jan Carstensen/Claudia Richartz (Hg.): Zimmerwelten_zwei. Wie junge Menschen 2000 und 2010 wohnen. Mit Fotografien von Mark Wohlrab. Essen 2010, S. 24–29 (ISBN 3-8375-0362-3).
- Der Flaneur. In: Stephan Moebius/Markus Schroer (Hg.): Diven, Hacker, Spekulanten. Sozialtypen der Gegenwart. Frankfurt/Main 2010, S. 119–131 (ISBN 3-518-12573-7).
- Ansteckendes Erzählen. In: Ästhetik & Kommunikation. Heft 149/150, Thema: ‚Virus’. 41. Jg., Sommer/Herbst 2010, S. 30–39.
- Wohnen im Film. In: Markus Schroer (Hg.): Gesellschaft im Film. Konstanz 2008, S. 356–392 (ISBN 3-89669-684-X).
- Schwellenzauber und Aufmerksamkeitsstrategie – Das Versprechen der Straße. In: Sandra Geschke (Hg.): Straße als kultureller Aktionsraum. Interdisziplinäre Betrachtungen an der Schnittstelle zwischen Theorie und Praxis. Konstanz 2008, S. 200–223 (ISBN 978-3-531-91346-9).